# BLAST
För andra betydelser, se Blast (olika betydelser).
Basic Local Alignment Search Tool, eller BLAST, är en algoritm som används inom bioinformatik för att jämföra primär biologisk sekvensinformation, såsom aminosyrasekvenserna hos olika proteiner eller nukleotider i DNA-fragment. Programmet utvecklades av Eugene Myers, Stephen Altschul, Warren Gish, David J. Lipman och Webb Miller vid NIH och publicerades i J. Mol. Biol. år 1990.
BLAST-sökningar tillåter användaren att jämföra en frågesekvens med ett bibliotek eller databas med lagrade sekvenser för att identifiera sekvenser som liknar frågesekvensen. Till exempel, efter att ha upptäckt en tidigare okänd gen hos en organism, så kan användaren utföra en BLAST-sökning begränsat till det mänskliga genomet för att se om människor bär en liknande gen; BLAST kommer då att identifiera sekvenser i det mänskliga genomet som liknar genen i musen baserat på sekvenslikhet.
BLAST kan också räkna ut sannolikhet för om ett visst protein är besläktat, homologt, med andra protein. För den typen av jämförelser använder BLAST Blosum, ett poängsättningssystem som bedömer sannolikhet för att vissa kemiska förändringar har skett under evolutionen.